# Silent Lucidity
Silent Lucidity est une chanson du groupe Queensrÿche et le 5e single de l'album Empire.
Ce single est leur plus grand hit.
Il a été classé numéro 1 au Mainstream Rock, 9e au Billboard Hot 100 et 18e en Angleterre.

## Listes des titres
1. Silent Lucidity - 5:49
2. The Mission (Live) - 6:17
3. Eyes of a Stranger (Live) - 8:03